# عمر السومة
عمر جهاد السومة، (مواليد 23 مارس 1989) هو لاعب كرة قدم سوري، ولد في دير الزور ، سوريا، لاعب مهاجم لعب مع عدة أندية عربية ومن أبرزها الأهلي السعودي ، يلعب حاليًا مع نادي الوداد المغربي ومنتخب سوريا لكرة القدم.
يعتبر السومة من أبرز المهاجمين العرب الذين يلعبون في الدوريات العربية، لما يملكه من حس تهديفي عالٍ سواء بالرأسيات أو الركلات الحرة أو ركلات الجزاء، كما يجيد السومة اللعب بكلتي قدميه. كانت بدايته مع نادي الفتوة السوري والذي انضم إليه في عام 2001 عندما كان يبلغ من العمر 12 عام. وفي موسم 2009–10 ساعد السومة فريقه الهابط إلى الدرجة الثانية بالتتويج بالمركز الأول والعودة إلى دوري الأضواء.
وفي أغسطس 2011 انتقل السومة إلى نادي القادسية الكويتي، خلال الفترة التي قضاها في القادسية حقق معهم العديد من الألقاب والإنجازات، وفي الموسم الأخير له في الدوري الكويتي حقق السومة لقب الهداف بتسجيله 23 هدفا ليساعد فريقه بالتتويج بلقب الدوري.
انتقل السومة إلى النادي الأهلي السعودي في يوليو 2014 في عقد مدته عامين. في أول لقاء للسومة وفي أولى جولات الدوري السعودي للمحترفين أمام نادي هجر والتي انتهت بنتيجة 6–1 لصالح الأهلي، تمكن من تسجيل ثلاثة أهداف ليكون أول هاتريك يسجله مع النادي وأول هاتريك يُسجل في ملعب الجوهرة. واستمر تألق السومة مع الأهلي ليحقق لقب هداف الدوري لثلاث مواسم متتالية بعد ذلك. وبقيادة السومة استطاع النادي الأهلي تحقيق لقب الدوري والذي كان غائباً عن الفريق منذ أكثر من 32 سنة.أما على الصعيد الدولي فقد كان السومة من ضمن الفريق المشارك في بطولة اتحاد غرب آسيا عام 2012 والتي حققها المنتخب السوري بعد تغلبه على المنتخب العراقي في النهائي. ثم عاد السومة إلى تشكيلة المنتخب السوري المشارك بتصفيات كأس العالم 2018 بعد غياب 5 سنوات.
أما على الصعيد الدولي فقد كان السومة من ضمن الفريق المشارك في بطولة اتحاد غرب آسيا عام 2012 والتي حققها المنتخب السوري بعد تغلبه على المنتخب العراقي في النهائي. ثم عاد السومة إلى تشكيلة المنتخب السوري المشارك بتصفيات كأس العالم 2018 بعد غياب 5 سنوات.

## مسيرته الكروية

### بدايته المبكرة
بدأ عمر السومة مسيرته الكروية بعمر 12 سنة مع أكاديمية نادي الفتوة للناشئين، وحقق معهم لقب الدوري السوري تحت 18 سنة. وحصل السومة على لقب هداف ذات البطولة بـ 29 هدفاً.

### الفتوة
انضم إلى الفريق الأول في سن السابعة عشرة وختم أول موسم له مع الفريق بـ 17 هدفاً جعلته ثالث هدافي الدوري السوري موسم 2008–09. وفي موسم 2009–10 ساعد عمر السومة فريقه الهابط إلى الدرجة الثانية بالتتويج بالمركز الأول والعودة إلى دوري الأضواء، وفي موسم 2010–11 سجل 5 أهداف قبل إيقاف الدوري السوري في منتصف شهر مارس.

### القادسية الكويتي
انتقل عمر السومة إلى القادسية في 19 أغسطس 2011 قادماً من نادي الفتوة السوري.
خلال فترة لعبه ساعد الفريق الكويتي بتحقيق الدوري الكويتي مرتين، كأس الأمير مرتين، كأس ولي العهد مرتين، كأس السوبر الكويتي ثلاث مرات، كأس الاتحاد الآسيوي مرة، كأس الاتحاد الكويتي مرة.

#### فترته التجريبية في إنجلترا
في يوليو 2012 اشترك في فترة تجربة مع نادي نوتينغهام فورست الإنجليزي لمدة شهر تألق معهم من خلال إحراز هدفين خلال ثلاث مباريات لعبها مع الفريق الإنجليزي، والذي جعل مدرب الفريق آنذاك شون أودريسكول بالمطالبة بالتعاقد معه ولكن عدم توفر شروط تصريح العمل في المملكة المتحدة جعلت اللاعب يعود أدراجه إلى نادي القادسية الكويتي.

### الأهلي السعودي

#### موسم 2014–15
انتقل السومة إلى النادي الأهلي السعودي في يوليو 2014 في عقد مدته عامين. في أول لقاء لعمر السومة في أولى جولات دوري عبداللطيف جميل أمام نادي هجر والتي انتهت بنتيجة 6–1 لصالح الأهلي، تمكن من تسجيل ثلاثة أهداف ليكون أول هاتريك يسجله اللاعب مع النادي وأول هاتريك يُسجل في ملعب الجوهرة في 13 فبراير 2015. كما ساعد عمر السومة فريقه بتتويج الفريق ببطولة كأس ولي العهد السعودي أمام نادي الهلال بعد أن أحرز هدف فريقه الأول بعد دقيقة من دخوله أرضية الملعب، والتي انتهت لاحقاً بنتيجة 2–1 ليتوج النادي الأهلي بالبطولة.
أنهى عمر السومة أول مواسمه في دوري عبداللطيف جميل على عرش هدافي الدوري برصيد 22 هدفاً محققاً رقماً قياسياً كأول لاعب يسجل 22 هدفاً في موسم واحد في دوري عبداللطيف جميل.

#### موسم 2015–16
واصل تميزه في موسم 2015–16 عندما ساهم بشكل كبير بتحقيق لقب الدوري للنادي الأهلي (بعد غياب 32 عام عن آخر بطولة) عندما سجل 27 هدف في هذا الموسم ومن أهمها أمام الهلال التي حسمت لقب الدوري لصالح فريقه وساهم بتحقيق لقب كأس الملك للأهلي بتسجيله هدفان في مرمى النصر وقد حاز على جائزة أفضل لاعب في دوري عبد اللطيف جميل. وساهم بتحقيق كأس السوبر، بإحرازه التعادل للفريق أمام الهلال، ومن ثم الفوز بركلات الترجيح وحصل على جائزة هداف الدوري هذا الموسم وجائزة أفضل هداف آسيوي في العالم ولقب هداف العرب كأكثر من سجل بالدوريات العربية.

#### موسم 2016–17
في مستهل موسم الدوري لموسم 2016–17، حقق السومة لقب أسرع هداف في العالم عن طريق تسجيله 50 هدف في 45 مباراة فقط، كاسراً بذلك رقم المهاجم البرتغالي كريستيانو رونالدو الذي سجل 50 هدفا في 51 مباراة والسويدي زلاتان إبراهيموفيتش الذي سجل 50 هدفا في 59 مباراة وإنهى موسمه مع الأهلي بلا إلقاب جماعية رغم منافسته على الدوري وكأس الملك الذي خرج بها الأهلي وصيفًا ولكنه فرديًا حصل على هداف الدوري للمرة الثالثة على التوالي كرقم قياسي وأول لاعب يصل لها في عهد الإحتراف في السعودية مع حصوله على هداف كأس ولي العهد وإختارته مجلة رياضة كوم كأفضل لاعب عربي.

#### موسم 2017–18
تعرض لكثير من الإصابات في هذا الموسم ما جعل مشاركاته في الدوري تقتصر على 14 مباراة في الدوري سجل فيها 11 هدفاً ليفقد لقب الهداف الذي حاز عليه في المواسم الثلاثة الماضية.

#### موسم 2018-19
رُفع عدد الفرق من 14 إلى 16 فريق في هذا الموسم. تمكن السومة من تسجيل 19 هدفاً في 24 لعبها مع صناعته لـ 6 أهداف مع الفريق ليكون ثاني هدافي الفريق ذلك الموسم بعد زميله دجانيني. رغم إحباط الخروج من الدور الأول في كأس آسيا مع المنتخب السوري لكنه عاد بقوة مع الفريق وسجل 7 أهداف في 8 مباريات خاضها مع الفريق في دوري أبطال آسيا وحصل من خلالها على جائزة أفضل مهاجم في دور المجموعات في دوري الأبطال مع دخوله لتشكيلة السنة. سجل واحداً من أجمل الأهداف في العالم في ديربي جدة ضد الاتحاد، هدف أقر بجماله الخصوم قبل المناصرين. وقد رشحه العديد من الرياضيين على مستوى العالم لنيل جائزة بوشكاش لأفضل هدف للفيفا.

#### موسم 2019-20
رُبما الكثير يرون بأن هذا الموسم هو بداية إنخفاض مستويات عمر السومة مع كثرة إصاباته هذا الموسم مع الأهلي رغم تسجيله هذا الموسم في بطولة الدوري 19 هدف (لا يوجد فيها ركلة جزاء) من 25 مُباراة ومن أشهر لحظاته هذا الموسم بالدوري (دقيقة عمر) حينما سجل هدفين في دقيقة أمام فريق الرائد وتعرض لخلع في كتفه بعد الهدف الثاني وسجل 3 أهداف من 3 مُباريات في كأس الملك وسجل هدف وحيد من 4 مُباريات في دوري أبطال آسيا رُبما مجموع 23 هدفًا من 29 مُباراة هو رقم رائع لبعض اللاعبين وسجل 3 أهداف ذلك الموسم في الديربي أمام الاتحاد وهدفين في الكلاسيكو أمام الهلال وهدفين أيضَا أمام النصر وهدف في شباب الأهلي الإماراتي في بطولة آسيا للأندية ولكن لإنه عمر السومة واجه الكثير من الإنتقادات حينها.

#### موسم 2020-21
لوحظ إنخفاض حاد في مستوى العقيد هذا الموسم مع تكرار الإصابات والغياب عن التهديف بعض المباريات حيث سجل 12 هدفًا من 21 مُباراة في الدوري وسجل 4 أهداف من 5 مُباريات في دوري أبطال آسيا الذي أعاد قليلًا في هذه البطولة شيئًا من عمر السومة ولكن عاودته الإصابات وغاب عن أخر جولة وهي جولة حسم التأهل أمام الدحيل من المجموعات في بطولة آسيا للأندية لينتهي هذا الموسم وحصيلته 16 هدف من 26 مُباراة.

#### موسم 2021-22
الموسم الكابوس أو الموسم الكارثي للأهلي ولعُمر أيضًا أنهى عمر هذا الموسم بتسجيله 3 أهداف فقط بعد نهاية الدور الأول من بطولة الدوري وظهر في بداية الدور الثاني بشكل جيد بعد تسجيله 4 أهداف من 3 مُباريات ولكن أستمر بعدها غيابه عن التهديف مع نزول كبير في مستواه سجل هدف وحيد من مُباراتين بكأس الملك وإنتهى الموسم وحصيلة عمر هي 11 هدف من 27 مُباراة مع هبوط ناديه الأهلي لأول مرة في تاريخه وغادر عمر بعد الهبوط إلى العربي القطري بنظام الإعارة لمدة عام بعد طلب إدارة النادي الأهلي حينها مغادرته لعدم إمكانية تحملهم لرواتبه العالية حسب زعمهم.

### العربي القطري
السومة ينضم لـ النادي العربي القطري بنظام الإعارة ويبدأ عامًا مختلف بقميص آخر بعد 8 سنوات في الأهلي السعودي، العقيد يستعيد مستواه مع مرور المباريات ويساهم بمنافسة فريقه العربي على بطولة الدوري بعد غياب ورغم خسارته للقب بفارق نقطتين إلا أن ردود الفعل كانت إيجابية حول مستوى الفريق مع تأهله أيضًا لدوري أبطال آسيا، مع نهاية بطولة الدوري السومة الأكثر مساهمة بالأهداف ووصيف هدافي الدوري لتبقى مهمة أخرى وهي الأهم العربي في نهائي كأس أمير قطر ويبحث عن لقب غائب لمدة 30 عام. في 12 مايو 2023 العربي يواجه السد والسومة يتقدم القائمة الأساسية ومع مرور الدقائق الهداف الحاسم يبدأ هوايته بتسجيل أول أهداف العربي ثم يساهم بالهدف الثاني ويُسجل الهدف الثالث هدف الختام ويُعلن من خلالها تحقيق العربي لكأس أمير قطر لأول مرة مُنذ 30 عام مع حصول السومة على جائزة هداف البطولة.
في 21 يوليو 2023 أعلن العربي القطري إنتقال عمر السومة بصفة نهائية قادمًا من الأهلي السعودي بعقد يمتد لعامين.

### العروبة السعودي
أعلن نادي العروبة السعودي يوم الأحد 12 يناير 2025 تعاقده مع عمر السومة لمدة ستة أشهر في صفقة إنتقال حر، إنضم السومة لصفوف نادي العروبة السعودي بعدما أنهى عقده مع العربي القطري بالتراضي، ليعود مجددًا للدوري السعودي، بعد رحلة تاريخية مع النادي الأهلي السعودي بداية من عام 2014 وإنتهت في عام 2022، ليٌكمل رحلته في الدوري السعودي لتعزيز رقمه القياسي كهداف تاريخي للدوري السعودي للمحترفين.

## نادي الوداد المغربي
في يونيو 2025 إنضم عمر السومة إلى الوداد المغربي للمشاركة في كأس العالم للأندية

## مسيرته الدولية
في 2008 سجل عمر السومة أول مشاركة له مع منتخب سوريا تحت 20 سنة لكرة القدم أمام المنتخب العراقي في بطولة آسيا تحت 19 سنة لكرة القدم التي أقيمت في السعودية.
كان من ضمن تشكيلة المنتخب السوري الفائز ببطولة اتحاد غرب آسيا عام 2012. عاد عمر السومة إلى تشكيلة المنتخب السوري المشارك بتصفيات كأس العالم 2018 بعد غياب 5 سنوات على إثر رفع ما يُعرف بعلم الثورة بعد فوز المنتخب ببطولة اتحاد غرب آسيا لكرة القدم 2012 وشارك بالمباراة ضد قطر في 31 أغسطس 2017 وقدم أداءً مميزاً ثم شارك بمباراة إيران وسجل هدف التعادل القاتل في الدقيقة 93 وبهذا الهدف تأهلت سوريا للعب الملحق الآسيوي المؤهل لنهائيات المونديال حيث قابل المنتخب السوري منتخب أستراليا لينتهي لقاء الذهاب بهدف لمثله، وكان السومة هو من أحرز الهدف لمنتخبه. وفي لقاء الإياب في أستراليا انتهت المباراة بفوز منتخب أستراليا بهدفين لهدف بعد تمديد المباراة لشوطين إضافيين وكان السومة هو من أحرز الهدف للمنتخب السوري أيضاً.
في كأس آسيا 2019، لم يكن في أحسن مستوياته، كما هو حال أغلب لاعبي الفريق، رغم أنه أشار قبل البطولة أن المنتخب جاهز وقادر على الوصول إلى أدوار متقدمة في البطولة، اعتبر أن الفوز في أول مبارتين في البطولة على كل من الأردن وفلسطين شبه مضمون نظراً لفارق الإمكانيات، انتهت البطولة باحتلال المنتخب المركز الأخير في المجموعة. دعا بعد انتهاء البطولة إلى عدم انتقاد رئيس اتحاد الكرة فادي الدباس واعتبر أنه ليس بالإمكان أفضل مما كان نظراً للظروف التي تعيشها البلاد في تناقض واضح مع ما قاله قبل البطولة. في مقابلة بتاريخ 3 مارس 2019 مع برنامج صدى الملاعب، قال، «كانت النيات هي السبب في خروج المنتخب من الدور الأول.»

## الإحصائيات
آخر تحديث 26 فبراير 2023.
| النادي   | الموسم   | الدوري السعودي | الدوري السعودي | كأس ولي العهد | كأس ولي العهد | كأس الملك | كأس الملك | بطولات أخرى | بطولات أخرى | دوري أبطال آسيا | دوري أبطال آسيا | المجموع | المجموع |
| النادي   | الموسم   | الظهور         | الأهداف        | الظهور        | الأهداف       | الظهور    | الأهداف   | الظهور      | الأهداف     | الظهور          | الأهداف         | الظهور  | الأهداف |
| -------- | -------- | -------------- | -------------- | ------------- | ------------- | --------- | --------- | ----------- | ----------- | --------------- | --------------- | ------- | ------- |
| الأهلي   | 2014–15  | 22             | 22             | 4             | 3             | 0         | 0         | –           | –           | 7               | 6               | 33      | 31      |
| الأهلي   | 2015–16  | 22             | 27             | 3             | 2             | 3         | 4         | –           | –           | 3               | 1               | 31      | 34      |
| الأهلي   | 2016–17  | 24             | 24             | 3             | 7             | 4         | 4         | 1           | 1           | 7               | 5               | 39      | 41      |
| الأهلي   | 2017–18  | 14             | 11             | 0             | 0             | 1         | 0         | –           | –           | 2               | 1               | 17      | 12      |
| الأهلي   | 2018–19  | 24             | 19             | 0             | 0             | 1         | 0         | 6           | 2           | 8               | 7               | 39      | 28      |
| الأهلي   | 2019–20  | 25             | 19             | 0             | 0             | 3         | 3         | –           | –           | 4               | 1               | 32      | 23      |
| الأهلي   | 2020–21  | 24             | 12             | 0             | 0             | 0         | 0         | –           | –           | 5               | 4               | 29      | 16      |
| الأهلي   | 2021–22  | 25             | 10             | 0             | 0             | 2         | 1         | –           | –           | 0               | 0               | 27      | 11      |
| الإجمالي | الإجمالي | 180            | 144            | 10            | 12            | 14        | 12        | 7           | 3           | 34              | 24              | 245     | 195     |

### الأهداف الدولية
قائمة الأهداف والنتائج مع منتخب سوريا الأول.
| #  | التاريخ        | المكان                                                     | الخصم          | الهدف | النتيجة | المسابقة                      |
| -- | -------------- | ---------------------------------------------------------- | -------------- | ----- | ------- | ----------------------------- |
| 1  | 5 سبتمبر 2017  | ملعب آزادي، طهران، إيران                                   | إيران          | 2–2   | 2–2     | تصفيات كأس العالم 2018        |
| 2  | 5 أكتوبر 2017  | ملعب هانغ جيبات، كروبنج، ماليزيا                           | أستراليا       | 1–1   | 1–1     | تصفيات كأس العالم 2018        |
| 3  | 10 أكتوبر 2017 | ملعب أستراليا، سيدني، أستراليا                             | أستراليا       | 1–0   | 1–2     | تصفيات كأس العالم 2018        |
| 4  | 24 مارس 2018   | مدينة البصرة الرياضية، البصرة، العراق                      | قطر            | 1–0   | 2–2     | بطولة الصداقة الدولية 2018    |
| 5  | 1 يونيو 2018   | ملعب فالدستاديون، باشينغ، النمسا                           | أذربيجان       | 1–0   | 1–0     | ودية غير رسمية                |
| 6  | 6 سبتمبر 2018  | ملعب ملي، طشقند، أوزبكستان                                 | أوزبكستان      | 1–1   | 1–1     | ودية دولية                    |
| 7  | 10 سبتمبر 2018 | ملعب دولين أومورزاكوف، بيشكك، قرغيزستان                    | قرغيزستان      | 1–1   | 1–2     | ودية دولية                    |
| 8  | 10 أكتوبر 2018 | ستاد البحرين الوطني، المنامة، البحرين                      | البحرين        | 1–0   | 1–0     | ودية دولية                    |
| 9  | 19 يناير 2019  | استاد خليفة بن زايد، العين، الإمارات العربية المتحدة       | أستراليا       | 2–2   | 2–3     | كأس آسيا 2019                 |
| 10 | 5 سبتمبر 2019  | ملعب باناد، باكولود، الفلبين                               | الفلبين        | 1–1   | 5–2     | تصفيات كأس العالم 2022 (آسيا) |
| 11 | 5 سبتمبر 2019  | ملعب باناد، باكولود، الفلبين                               | الفلبين        | 4–1   | 5–2     | تصفيات كأس العالم 2022 (آسيا) |
| 12 | 10 أكتوبر 2019 | ملعب آل راشد، دبي، الإمارات العربية المتحدة                | المالديف       | 1–0   | 2-1     | تصفيات كأس العالم 2022 (آسيا) |
| 13 | 10 أكتوبر 2019 | ملعب آل راشد، دبي، الإمارات العربية المتحدة                | المالديف       | 2–0   | 2-1     | تصفيات كأس العالم 2022 (آسيا) |
| 14 | 15 أكتوبر 2019 | ملعب آل راشد، دبي، الإمارات العربية المتحدة                | غوام           | 1–0   | 4-0     | تصفيات كأس العالم 2022 (آسيا) |
| 15 | 15 أكتوبر 2019 | ملعب آل راشد، دبي، الإمارات العربية المتحدة                | غوام           | 2–0   | 4-0     | تصفيات كأس العالم 2022 (آسيا) |
| 16 | 15 أكتوبر 2019 | ملعب آل راشد، دبي، الإمارات العربية المتحدة                | غوام           | 3–0   | 4-0     | تصفيات كأس العالم 2022 (آسيا) |
| 17 | 12 أكتوبر 2021 | ستاد الملك عبد الله الثاني، عمان، الأردن                   | لبنان          | 2–3   | 3-2     | تصفيات كأس العالم 2022 (آسيا) |
| 18 | 11 نوفمبر 2021 | استاد ثاني بن جاسم، الدوحة، قطر                            | العراق         | 1–0   | 1-1     | تصفيات كأس العالم 2022 (آسيا) |
| 19 | 1 يونيو 2022   | ملعب آل راشد، دبي، الإمارات العربية المتحدة                | طاجيكستان      | 1–0   | 0-1     | ودية دولية                    |
| 20 | 26 مارس 2023   | ملعب مكتوم بن راشد آل مكتوم، دبي، الإمارات العربية المتحدة | تايلاند        | 1–0   | 1-2     | ودية دولية                    |
| 21 | 17 أكتوبر 2023 | ملعب نادي ضباط الشرطة، دبي، الإمارات العربية المتحدة       | الكويت         | 1–0   | 2-1     | ودية دولية                    |
| 22 | 16 نوفمبر 2023 | مدينة الأمير عبد الله الفيصل الرياضية، جدة، السعودية       | كوريا الشمالية | 1–0   | 0-1     | تصفيات كأس العالم 2026 (آسيا) |

#### تحت–23
| هدف | التاريخ        | مكان اللقاء                                    | الخصم      | النتيجة | الحصيلة | المسابقة                                           |
| --- | -------------- | ---------------------------------------------- | ---------- | ------- | ------- | -------------------------------------------------- |
| 1   | 28 مايو 2011   | ملعب علي صباح السالم، مدينة الكويت، الكويت     | الكويت     | 1–0     | 1–0     | ودية دولية                                         |
| 2   | 19 يونيو 2011  | ستاد الأمير محمد، الزرقاء، الأردن              | تركمانستان | 2–1     | 2–2     | تصفيات آسيا لكرة القدم المؤهلة لأولمبياد لندن 2012 |
| 3   | 23 يونيو 2011  | ستاد الأمير محمد، الزرقاء، الأردن              | تركمانستان | 1–0     | 4–0     | تصفيات آسيا لكرة القدم المؤهلة لأولمبياد لندن 2012 |
| 4   | 27 نوفمبر 2011 | الملعب الأولمبي الوطني (طوكيو)، طوكيو، اليابان | اليابان    | 1–1     | 1–2     | تصفيات آسيا لكرة القدم المؤهلة لأولمبياد لندن 2012 |
| 5   | 14 مارس 2012   | ستاد الملك عبد الله الثاني، عمّان، الأردن       | ماليزيا    | 3–0     | 3–0     | تصفيات آسيا لكرة القدم المؤهلة لأولمبياد لندن 2012 |

#### تحت–20
| هدف | التاريخ       | مكان اللقاء                                         | الخصم  | النتيجة | الحصيلة | المسابقة                           |
| --- | ------------- | --------------------------------------------------- | ------ | ------- | ------- | ---------------------------------- |
| 1   | 2 نوفمبر 2008 | مدينة الأمير سعود بن جلوي الرياضية، الخبر، السعودية | العراق | 1–2     | 1–2     | بطولة آسيا للشباب تحت 19 عاما 2008 |

## الإنجازات

### النادي

#### الفتوة
- الدوري السوري تحت 18 سنة (1): 2007–2008.[24]
- الدوري السوري الدرجة الثانية. المجموعة الشمالية (1): 2009–10

#### القادسية
- الدوري الكويتي (2): 2011–12، 2013–14
- كأس الأمير (2): 2012، 2013
- كأس ولي العهد (2): 2013، 2014
- كأس السوبر الكويتي (3): 2011، 2013، 2014
- كأس الاتحاد الكويتي (1): 2012–13
- كأس الاتحاد الآسيوي (1): 2013_14
- دوري الرديف الكويتي (2): 2011/12، 2012/13
- بطولة الجزيرة الدولية (1): 2011/12

#### الأهلي
- كأس ولي العهد (1): 2014–15[25][26]
- الدوري السعودي (1): 2015–16[8]
- كأس خادم الحرمين الشريفين (1): 2016[27][28]
- كأس السوبر (1): 2016[29]

#### العربي
- كأس الأمير (1): 2023
- كأس السوبر القطري الإماراتي (1): 2024[30]

### المنتخب
سوريا
- بطولة اتحاد غرب آسيا (1): 2012

### الفردية
- هداف الدوري السوري تحت 18 سنة (1): 2007–2008 (29 هدف)[24]
- هداف كأس الإتحاد الكويتي 2012/13
- هداف الدوري الكويتي (1): 2013–14 (23 هدف)
- نجم شهر ديسمبر من نادي القادسية الكويتي 2013.
- نجم الجولة العاشرة من بطولة الدوري الكويتي 2013.
- الحذاء الذهبي كأفضل لاعب في الموسم في نادي القادسية الكويتي 2014.
- لاعب الشهر في الدوري السعودي (3): أكتوبر 2014، أكتوبر 2015، نوفمبر 2020
- هداف في الدوري السعودي (3): 2014–15، 2015–16، 2016–17
- لاعب الموسم في النادي الأهلي (2): 2014–15، 2015–16
- لاعب الموسم في الدوري السعودي (1): 2016
- الاتحاد الدولي لتاريخ وإحصاءات كرة القدم سادس هدافي العالم 2016.
- الاتحاد الدولي لتاريخ وإحصاءات كرة القدم أفضل هداف آسيوي في العالم 2016.
- هداف كأس خادم الحرمين الشريفين 2015/16.
- جائزة رجل المباراة في نهائي كأس السوبر السعودي 2016.
- أفضل مهاجم محترف في الدوريات الخليجية 2016.
- هداف العرب كأكثر لاعب تسجيلًا في الدوريات العربية 2015/2016.
- أفضل لاعب كرة قدم محترف سوري 2016.
- هداف الدوريات الخليجية للموسم الرياضي 2015/2016.
- أفضل لاعب في شهر أبريل بمنطقة غرب آسيا 2017.
- هداف كأس ولي العهد 2016/17.
- أفضل لاعب عربي تم إختياره من مجلة رياضة كوم لموسم 2017/18.
- أفضل مهاجم في الدوري السعودي 2017/18.
- الهداف التاريخي للنادي الأهلي السعودي.
- أفضل لاعب عربي في آسيا 2018.
- هداف العام في البطولات السعودية (4): 2015، 2016، 2017، 2018
- أفضل مهاجم في دور المجموعات بدوري أبطال آسيا 2019.
- جائزة أفضل لاعب سوري لعام 2019.
- هدف الموسم في الدوري السعودي 2019.
- في تشكيلة الموسم لدوري أبطال آسيا 2019.
- جائزة أفضل محترف سوري لعام 2020.
- الهداف التاريخي للدوري السعودي للمحترفين.
- هداف العقد في الدوري السعودي 2011-2020.
- هداف الأهلي في العقد 2011-2020.
- أعظم هداف عربي في العقد 2011-2020 من IFFHS AFC.
- تشكيلة العقد 2011-2020 من IFFHS AFC.
- جائزة أفضل هدف في الجولة في دوري نجوم قطر (4): الجولة 8، الجولة 13، الجولة 14، الجولة 21.
- جائزة أفضل لاعب في الجولة في دوري نجوم قطر (4): الجولة 8، الجولة 13، الجولة 17، الجولة 21.
- هداف كأس أمير قطر 2023
- أفضل لاعب في الموسم الرياضي 2022/2023 من مجلة الدوحة سبورت.

### الأرقام والأولويات
- سجل في جميع الأندية الكويتية التي واجهها في البطولات المحلية الكويتية.
- سجل 50 هدف أو أكثر مع أندية (الفتوة السوري، القادسية الكويتي، الأهلي السعودي).
- أول لاعب سوري يسجل في اليابان على أرضها.
- أول لاعب يُسجل هاتريك ( 3 أهداف ) في مدينة الملك عبد الله الرياضية (إستاد الجوهرة).
- أول لاعب سوري يحقق بطولة في كرة القدم السعودية.
- أول لاعب في تاريخ الدوري السعودي للمحترفين يفوز بلقب الحذاء الذهبي 3 مرات متتالية.
- سجل هاتريك (3 أهداف) مع جميع الأندية التي لعب لها (الفتوة السوري، القادسية الكويتي، الأهلي السعودي، العربي القطري).
- أول لاعب في تاريخ النادي الأهلي والوحيد الذي حقق لقب هداف الدوري السعودي 3 مرات متتالية.
- أكثر لاعب أجنبي في الملاعب السعودية تسجيلًا للأهداف في جميع البطولات المحلية السعودية.
- أصبح في موسم 2016/17 أسرع لاعب في العالم يُسجل [50 هدفًا] في [45 مباراة] ، متجاوزًا الرقم القياسي للنجم البرتغالي كريستيانو رونالدو (51 مباراة).
- أول لاعب يُسجل (+25) هدف في موسم واحد بتاريخ الدوري السعودي للمحترفين.
- أول لاعب في تاريخ الكرة السعودية يسجل (+40) في موسم واحد وذلك موسم 2016/17.
- سجل في كل ناد واجهه في بطولة دوري أبطال آسيا بإستثناء نادٍ واحد (النصر السعودي).
- سجل في جميع الأندية السعودية بإستثناء 3 أندية (أُحد، العدالة، الأهلي).
- أول لاعب في تاريخ النادي الأهلي يكسر حاجز الـ 100 هدف.
- ضمن أسرع اللاعبين في تاريخ بطولة الدوري السعودي تسجيلًا لـ الهاتريك ( 3 أهداف ) في أول مباراة له.
- أول وأسرع لاعب يساهم في تسجيل 5 أهداف من أول مباراتين له في بطولة الدوري السعودي.
- أول لاعب أجنبي يسجل 100 هدف في الدوري السعودي مُنذ تأسيسه.
- أكثر لاعب سجل ثنائية في تاريخ الدوري السعودي للمحترفين (28 مرة).
- أكثر لاعب أهلاوي تسجيلًا في المباريات النهائية عبر التاريخ ( بالمناصفة ).
- أسرع لاعب في تاريخ الكرة السعودية يصل إلى الهدف رقم 127 في 139 مباراة في بطولة الدوري.
- أول لاعب في تاريخ النادي الأهلي يكسر حاجز الـ 150 هدف.
- أكثر من سجل أهداف في مدينة الملك عبد الله الرياضية (إستاد الجوهرة) ( 87 هدف ).
- أكثر لاعب أهلاوي تسجيلًا في أندية مختلفة في تاريخ الدوري السعودي للمحترفين (23 نادي).
- اللاعب الأجنبي الوحيد في الدوري السعودي الذي تواجد 5 مرات في TOP3 لهدافي الموسم (3 مرات الهداف، مرة واحدة وصيف الهداف، مرة واحدة ثالث الهدافين).
- أكثر من نجح بتسجيل أهداف في 19 ملعب مختلف بتاريخ الدوري السعودي للمحترفين.
- أول لاعب أجنبي يسجل 145+ هدف في تاريخ الدوري السعودي مُنذ تأسيسه.
- اللاعب الأسرع والوحيد الذي سجل هدفين في أقل من دقيقة [ 57 ثانية ] في تاريخ الدوري السعودي للمحترفين.
- أسرع لاعب يُسجل (20) هدف في تاريخ الدوري السعودي للمحترفين في أول (18) مباراة له فقط.
- يمتلك رقم قياسي بتسجيله في جميع المسابقات المحلية والإقليمية والدولية التي خاضها مع الأهلي في 27 ملعب.
- اللاعب الوحيد الذي سجل 10 أهداف أو أكثر في 8 مواسم متتالية في الدوري السعودي للمحترفين.
- اللاعب الوحيد الذي سجل 20 هدف أو أكثر في 3 مواسم متتالية في الدوري السعودي للمحترفين.
- أكثر لاعب أجنبي مساهمة بالأهداف في تاريخ الدوري السعودي للمحترفين.
- أكثر من ساهم وسجل في المُباريات الكبرى في عصر الإحتراف في الكرة السعودية (56) مساهمة تهديفية منها (50) هدف و (6) أسيست.
- أعظم هداف عربي للدوريات المحلية/الخارجية على مر العصور بـ 244 هدف (حتى الآن).
- سجل في 71 حارس مرمى في مسيرته مع النادي الأهلي السعودي.
- سجل في شباك 39 نادي في مسيرته مع النادي الأهلي السعودي.
- أكثر لاعب أجنبي مشاركة مع الأهلي السعودي بجميع البطولات تاريخيًا بـ(245) مباراة.
- أعظم هداف في تاريخ قارة آسيا بـ 321 هدف (حتى الآن) وفق معايير الاتحاد الدولي لتاريخ وإحصاءات كرة القدم.
- سجل في مسيرته الكروية في 68 ملعب (حتى الآن).
- سجل في شباك 95 نادي في مسيرته الكروية مع الأندية (حتى الآن).
- أول لاعب يسجل هاتريك ( 3 أهداف ) في ثلاث دوريات عربية مختلفة.
- أول لاعب عربي ينجح بتحقيق بطولة على الأقل في أول عام له مع الأندية في 3 دول خليجية.
- بعد تسجيله في نادي المرخية القطري مع فريقه المعار إليه العربي القطري حقق رقم جديد كأول لاعب سوري يسجل في 100 نادي ومنتخب خلال مسيرته الكروية.
  - يُعتبر عمر السومة الهداف التاريخي لـ:
- البطولات الرسمية فئة A في قارة آسيا
- الدوري السعودي للمحترفين
- الدوريات العربية
- اللاعبين العرب على مستوى الدوريات عبر التاريخ
- المنتخب السوري في تصفيات كأس العالم
- اللاعبين العرب في الدوريات الآسيوية
- اللاعبين الأجانب في الدوريات الخليجية
- اللاعبين السوريين على مستوى جميع دوريات العالم
- نادي سعودي واحد في دوري أبطال آسيا
- اللاعبين الأجانب بـ القادسية الكويتي في بطولة الدوري
- عصر الإحتراف في الكرة السعودية
- مدينة الملك عبد الله الرياضية (جدة) (إستاد الجوهرة).
- اللاعبين الأجانب في البطولات السعودية
- النادي الأهلي السعودي
- النادي الأهلي السعودي في الدوري السعودي
- النادي الأهلي السعودي في دوري أبطال آسيا
- النادي الأهلي السعودي في كأس ولي العهد
- النادي الأهلي السعودي في كأس السوبر السعودي (بالمناصفة)

## أهدافه
إحصائيات جميع الأهداف التي سجلها عمر السومة في مسيرته مع الأندية التي لعب لها والمنتخب الوطني حتى الآن.
آخر تحديث 12 فبراير 2024.
| فريقه                             | البطولة                   | الأهداف |
| --------------------------------- | ------------------------- | ------- |
| العروبة السعودي                   | دوري المحترفين السعودي    | 2       |
| العربي القطري                     | دوري نجوم قطر             | 37      |
| العربي القطري                     | كأس أمير قطر              | 6       |
| العربي القطري                     | كأس نجوم قطر              | 4       |
| الأهلي السعودي                    | دوري المحترفين السعودي    | 144     |
| الأهلي السعودي                    | كأس خادم الحرمين الشريفين | 12      |
| الأهلي السعودي                    | كأس ولي العهد السعودي     | 12      |
| الأهلي السعودي                    | دوري أبطال آسيا           | 24      |
| الأهلي السعودي                    | كأس العرب للأندية الأبطال | 2       |
| الأهلي السعودي                    | كأس السوبر السعودي        | 1       |
| القادسية الكويتي                  | الدوري الكويتي            | 43      |
| القادسية الكويتي                  | كأس أمير الكويت           | 4       |
| القادسية الكويتي                  | كأس الاتحاد الآسيوي       | 12      |
| القادسية الكويتي                  | كأس ولي العهد الكويتي     | 8       |
| القادسية الكويتي                  | كأس الاتحاد الكويتي       | 7       |
| القادسية الكويتي                  | بطولات أخرى               | 9       |
| الفتوة السوري                     | جميع البطولات             | 65      |
| نوتينغهام فورست                   | مباريات ودية              | 2       |
| منتخب سوريا لكرة القدم            | مباريات دولية             | 22      |
| منتخب سوريا تحت 23 سنة لكرة القدم | مباريات دولية             | 5       |
| منتخب سوريا تحت 20 سنة لكرة القدم | مباريات دولية             | 1       |
| المجموع                           |                           | 422     |

## العقيد
العقيد أو العكيد هو لقب أطلقه جمهور الأهلي السعودي لـ عمر السومة عند توقيعه للنادي الأهلي في عام 2014 وأتى لقب العقيد أو العكيد من المسلسل السوري الشهير باب الحارة، يُذكر أن عمر السومة هو أول لاعب سوري إرتدى قميص الأهلي السعودي.

## أهازيج خاصة
أصدر مدرج الأهلي السعودي عدد من الأهازيج الخاصة تتغنى بها لنجمهم عمر السومة
- الأولى: السومة السومة عذب وبكى خصومه، دخيل الله ودخيلك شوف الدنيا تناديلك غنيلي وأغنيلك يا سومة يا سومة يا سومة.
- الثانية: يا مال الشام والله يا مالي والسومة هداف وأهدافه تحلالي والسومة هذي عادته قووول قووول ووالله هذي عادته قووول قووول.
- الثالثة: عمر السومة ما أعرفه شباك خصومه تعرفه.
- الرابعة: سومة يا سومة "سووومة" بكى خصومه "سووومة" نعرف علومه "سووومة"

## قالوا عنه
- الأمير عبد الله بن مساعد بن عبد العزيز آل سعود - رئيس هيئة الرياضة السعودية سابقًا: بالنسبة لي عُمر السومة لاعب إستثنائي فنيًا وخلُقًا ونفخر بوجود عمر السومة معنا في الدوري السعودي.
- الأمير فهد بن خالد بن عبد الله بن محمد آل سعود - رئيس النادي الأهلي سابقًا: من الأشياء اللي أفتخر فيها في فترة رئاستي للنادي إني تعاقدت مع عُمر السومة.
- الأمير عبد الرحمن بن مساعد بن عبد العزيز آل سعود - رئيس نادي الهلال سابقًا: أهنئ النادي الأهلي ورئيسه الأمير فهد بن خالد على تعاقدهم مع الهداف عٌمر السومة.
- تركي آل الشيخ - مستشار في الديوان الملكي السعودي ورئيس هيئة الرياضة السعودية سابقًا: عٌمر واحد من أفضل المحترفين اللي مروا على الكرة السعودية.
- مساعد الرشيدي - شاعر نبطي سعودي: السومة لاعب نادر ومهاجم فذ أخلاق عالية وسلوك منضبط.
- محمد الدعيع - حارس المنتخب السعودي ونادي الهلال سابقًا: عمر السومة مصيبة هداف يبرد القلب والفاول عنده مثل البلنتي ماشاء الله والله يرزقنا في لاعب بالهلال مثل السومة.
- محمد نور - لاعب المنتخب السعودي ونادي الإتحاد سابقًا: عٌمر السومة من أفضل المهاجمين اللي مروا على دورينا.
- بتال القوس - مذيع تلفزيوني: نحن أمام هداف إستثنائي لا يتوقف عن هز الشباك رغم ظروف فريقه السيئة فنيًا أحيانًا، عمر السومة مهاجم وٌلد في الـ 18.
- ناصر الشمراني - لاعب المنتخب السعودي ونادي الوحدة والشباب والهلال سابقًا: عمر السومة من اللاعبين الاجانب الرائعين الذين أتوا للسعودية ، و أهمية المهاجم تكمن في أن يكون هدّاف وليس لاعبًا مهاريًا و عمر السومة من المهاجمين النادرين الذين يملكون هذه الصفة.
- ياسر القحطاني - لاعب المنتخب السعودي ونادي القادسية والهلال سابقًا: عٌمر السومة هداف من الطراز الأول وأفضل محترف بالدوري السعودي.
- عصام الشوالي - معلق رياضي: السومة يجرح والسومة يداوي هناك سومة كوكب الشرق، وهناك سومة كوكب الهدافين أو قمر الهدافين.
- فهد الهريفي - لاعب المنتخب السعودي ونادي النصر سابقًا: لدى السومة حلول فردية لا توجد عند أي لاعب آخر والسومة في كل عام يخترع لنا شيء جديد.
- سعيد العويران - لاعب المنتخب السعودي ونادي الشباب سابقًا: السومة ويكفي إن تقول عمر ليت المهاجمين يتعلمون منه التمركز والصبر وعدم حب النفس والأنانية ويكتسبوا تكوينه الجسماني.
- فارس عوض - معلق رياضي: سيذكر التاريخ يومًا بأن مارادونا مر هنا وبأن عٌمر السومة مر بهم إلى هناك إلى قمة الدوري ويا أجمل العٌمر في حياة كل أهلاوي السومة هذا اللي حطم الأرقام هذا اللي حقق الأحلام هذا اللي بأرقامه يتباهون بشخصيته يتحدون بوجوده يراهنون.
- أحمد الفهيد - إعلامي رياضي سعودي: مدحت عُمر السومة كثيرًا لكني أشعر أنني ليس بمقدوري وصفه كما ينبغي عُمر السومة يعرف من هو وهذا مايميزه ولا أستطيع الحديث عن الأهلي دون عن عٌمر السومة وهو فريق كامل لوحده ودائمًا أقلب في ذاكرتي وأرى أن السومة صعب حتى على الحصر هذا الرجل قطعة من جمال وأعجوبة.
- علي سعيد الكعبي - معلق رياضي: هذا اللي تقول عليه " يا مالكًا قلبي " عٌمر السومة ملك قلوب الأهلاوية.
- خليل البلوشي - معلق رياضي: لا يُمكن أن تأمن لغدر عُمر غدارة كرة عٌمر في اللحظات الأخيرة.
- سوار الذهب - معلق رياضي: في نجم يخطف العقول من خلال لعبه وأهدافه وفي نجم يخطف القلوب بأخلاقه، السومة خطف العقول والقلوب.
- تركي العجمة - مذيع تلفزيوني: لم أشاهد مهاجم أجنبي بغزارة أهداف عٌمر السومة في المسابقات السعودية والموضوع ليس موسم واحد فقط وعٌمر السومة لاعب من زمن آخر وهذي نقدر نقول صفقة العٌمر في كل تاريخ الأهلي وعلى مستوى دورينا حط السومة ثم بعدها اللي تبي.
- فهد العتيبي - معلق رياضي: أنت البداية في كل شيء ومسك الختام.
- يوسف سيف - معلق رياضي: هذا لاعب ما يلاعب هذا مهاجم من نوع أخر.
- وليد الفراج - مذيع تلفزيوني: عٌمر السومة سيبقى في قناعتي أهم وأروع مهاجم محترف عبر في ملاعبنا.
- رؤوف خليف - معلق رياضي: إنهٌ النووي السوري الهداف الذي لا يتوقف.
- عامر عبدالله المري - معلق رياضي: - لا تخطي قدام السومه ترا ثمن الخطأ قدامه غالي.
- كريستيان فيلهلمسون - لاعب منتخب السويد ونادي الهلال السعودي سابقًا: عٌمر السومة هو أفضل محترف شاهدته بالسعودية.
- عبدالعزيز الغيامة - إعلامي رياضي سعودي: عٌمر السومة يمتعني حتى في ضياع الفرص.
- ثيو زيدان - لاعب كرة قدم فرنسي: شاهدنا أنا وأبي مباراة المنتخب السوري وتفاجئنا بأداء عظيم خصوصًا من اللاعب رقم 9.
- فلاديمير ستيوكوفيتش - حارس نادي الفيحاء السعودي سابقًا: السومة هو أصعب مهاجم واجهته في الدوري السعودي.
- فواز القرني - حارس المنتخب السعودي ونادي الإتحاد والشباب: هدف السومة (دبل كيك) في الديربي ضدي من أفضل الأهداف في الدوري السعودي وحتى على صعيد الدوريات العالمية.
- باسم ياخور - ممثل سوري: هداف إستثنائي وشخص رائع.
- نسرين طافش - ممثلة سورية: الكابتن عٌمر السومة أفضل لاعب عربي وبرأيي الشخصي الأفضل في العالم.
- هبة نور - ممثلة سورية: أحب أداء عمر السومة وهو من اللاعبين السوريين المتألقين.

## أعماله الخيرية
في 30 أغسطس 2016 عرض قميصه مع الأهلي لمُباراة تتويجه بالدوري للبيع في مزاد علني من أجل التبرع بقيمته دعمًا لطلاب حلقات جمعية "خيركم" لتحفيظ القرآن بجدة.
تبرع السومة في فبراير 2019 بمبلغ يُقدر بحوالي 6000 دولار أمريكي إلى نادي الفتوة الذي بدأ فيه مشواره الكروي.
قدم في يونيو 2020 مكافآة مالية للاعبي نادي الفتوة كتحفيز للفوز بالمباريات المتبقية للفريق.
في نوفمبر 2020 تكفل بمستحقات لاعبي فريقه الأول الفتوة بمبلغ 13 مليون و500 ألف ليرة سورية.
في مايو 2021 دعم نادي الفتوة بمبلغ 10 ملايين ليرة سورية قبل مواجهة الوثبة الحاسمة ضمن بطولة الدوري السوري.
تكفل في سبتمبر 2021 بكامل نفقات عملية لاعب الفتوة علي الهذيلي بعد أن أُصيب بقطع في الرباط الصليبي.

## القاب كروية
تصدر قائمة الهدافين العرب عن هدافي عقد (2010 - 2020)، محتلاً المركز العاشر عالمياً حسب الاتحاد الدولي لتاريخ وإحصاءات كرة القدم.

## وصلات خارجية
- عمر جهاد السومة على موقع قاعدة بيانات كرة القدم.إي يو (الإنجليزية)
- عمر جهاد السومة على موقع ناشيونال فوتبول تيمز (الإنجليزية)
- عمر جهاد السومة على موقع Soccerway.com (الإنجليزية)
- عمر جهاد السومة على موقع كووورة